# George Washington Williams
George Washington Williams (Bedford Springs, Pensilvania, 16 de octubre de 1849 - Blackpool, Reino Unido, 2 de agosto de 1891) fue un jurista, historiador, clérigo y político estadounidense. Fue el primero en escribir una documentada obra sobre la historia de los ciudadanos afroestadounidenses.

## Biografía
Participó a sus 14 años en la Guerra Civil Americana en sus  batallas finales.  Luego se marchó a México donde se alistó para combatir a Maximiliano I. Regresó a su país en 1867, incorporándose a la Universidad Howard en Washington para norteamericanos de raza negra. En 1874, fue ordenado ministro de la iglesia Newton Theologial Institution, sirviendo como pastor en varios destinos. Al mismo tiempo, publicó varios artículos y notas breves en distintos periódicos. Se graduó en leyes en Ohio y fue el primer miembro negro de la Cámara de Representantes de dicho estado.
Aficionado a la historia, a lo largo de varios años (1868-1881) recopiló información relativa a la presencia negra en su país, desde sus traslados como esclavos procedentes de África, como sus trabajos y condiciones de vida antes de la guerra, así como las consecuencias posteriores. La amplia documentación que manejaba estaba formada por fuentes primarias como archivos de titulares de grandes propiedades, diarios de a bordo de barcos negreros, minutas de carga, venta y transporte de esclavos, actas y registros oficiales de diversos estados y hasta una nutrido material compuesto de anuncios y artículos de prensa. Con todo ello escribió la que se considera la primera historia de los negros en Estados Unidos realizada de manera sistemática, siguiendo la historiografía más estricta y objetiva, y que con el título de The History of the Negro Race in America 1619–1880, fue publicada en 1882.
En 1888 publicó su segunda obra histórica, A History of Negro Troops in the War of Rebellion, basada en multitud de testimonios de los combatientes de raza negra durante la guerra civil que traslado en los materiales de trabajo previos casi al pie de la letra.
Continuó su labor como historiador, conferenciante y jurista. En la década de 1880 se interesó por el proyecto del rey belga, Leopoldo II, sobre la creación de un estado libre en el Congo. Después de acudir a dicho territorio en 1890 y conocer las atrocidades que se perpetraban contra los nativos de la zona, dedicó sus esfuerzos para dar a conocer la situación en Estados Unidos y fue el primer occidental en denunciar los hechos. Famosa fue su misiva al rey titulada Carta abierta a Su Serena Majestad Leopoldo II, Rey de los Belgas y Soberano del Estado Independiente del Congo, donde denunciaba las atrocidades que se cometían y el trato brutal e inhumano que se daba a los pobladores, denunciando igualmente al afamado explorador y periodista Henry Morton Stanley, contratado por el rey en el Congo. Incluso llegó a pedir la creación de una comisión que investigara los hechos.
Durante el viaje de regreso a Estados Unidos falleció en el barco que lo transportaba, durante su escala en la ciudad de Blackpool, Inglaterra. Tenía 41 años.